# 石川光貴
石川 光貴（いしかわ こうき - ）は、日本の漫画家。

## 経歴
第57回（2012年3月期）JUMPトレジャー新人漫画賞（審査員：篠原健太）に読切『となりのサンタさん』を投稿し、佳作を受賞。
『少年ジャンプNEXT!!』（集英社）2014 WINTERに読切『ネジヤマさん。』を掲載。その後、第9回金未来杯にエントリーし、『週刊少年ジャンプ』（集英社）2014年35号にリニューアル版『ネジヤマさん。』を掲載して本誌デビューとなる。
また3年後の第12回金未来杯にもエントリーして『週刊少年ジャンプ』（集英社）2017年40号に『ジキルの使い魔』を掲載。
そして2024年9月、『週刊少年ジャンプ』2024年43号より『白卓 HAKUTAKU』を連載開始。初連載となった。

## 作品リスト
| タイトル                 | 形式 | 掲載誌                                  | 単行本 | 備考                                         |
| ------------------------ | ---- | --------------------------------------- | ------ | -------------------------------------------- |
| となりのサンタさん       | 読切 | 少年ジャンプ公式サイト（WEB）           |        | 2012年（第57回）JUMPトレジャー新人漫画賞佳作 |
| ネジヤマさん。           | 読切 | 少年ジャンプNEXT!!2014 WINTER           |        | デビュー作                                   |
| ネジヤマさん。           | 読切 | 週刊少年ジャンプ2014年35号              |        | 第9回金未来杯エントリー作                    |
| ジキルの使い魔           | 読切 | 週刊少年ジャンプ2017年40号              |        | 第12回金未来杯エントリー作                   |
| 原田金属生命体           | 読切 | ジャンプGIGA2019 SUMMER vol.1           |        |                                              |
| 激高完全サッカー部       | 読切 | 週刊少年ジャンプ2021年28号              |        |                                              |
| 藤沢ゾンビタイムブルース | 読切 | 少年ジャンプ+2021年12月12日             |        |                                              |
| 白卓 HAKUTAKU            | 連載 | 週刊少年ジャンプ2024年43号 - 2025年10号 | 全2巻  |                                              |

## 関連人物
師匠
田畠裕基